# Bremgarten bei Bern
Bremgarten bei Bern är en ort och kommun i distriktet Bern-Mittelland i kantonen Bern, Schweiz. Kommunen har 4 414 invånare (2023).